# Salome (Software)
Salome ist ein freies Computerprogramm, mit dem man dreidimensionale Tätigkeiten im CAE-Bereich bearbeiten kann.
Einsatzgebiet ist das Pre- und Postprocessing bei Numerischen Simulationen wie zum Beispiel der FEM.
Die Software verfügt unter anderem über einen interaktiven Geometrie-Editor.
Für den Datenaustausch verfügt Salome über Schnittstellen wie STEP (AP203/214 Schema), IGES (5.3) und BREP (einem internen Open-CASCADE-Format).
Der geometrische Kern basiert auf der Software OpenCascade. Version 7.8.0 ist der aktuelle Kern in Salome 9.14 und hinkt damit immer ein oder zwei Versionen der aktuellen Version (hier aktuell 9.14.0) aus Gründen der Stabilität hinterher.
Das Programm, dessen Quelltext unter der LGPL steht und von der französischen Regierung gefördert wird, läuft auf Linux- und Unix-Betriebssystemen. Eine Portierung nach Windows ist ebenfalls verfügbar. Salome stellt zusammen mit Code Aster eine Kernkomponente von CAE-Linux dar.
Aufgrund der nicht anfallenden Lizenzkosten wird Salome mit Code Aster und anderen Paketen wie Code Saturne oder OpenFoam viel im akademischen Bereich eingesetzt.